# Cyril Höschl

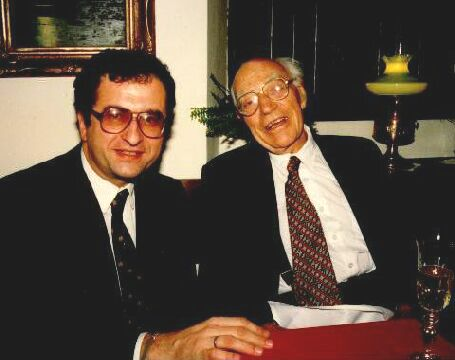
Cyril Höschl a Sir John Carew Eccles, australský neurofyziolog, nositel Nobelovy ceny za fyziologii a lékařství (1993)

Cyril Höschl (12. listopadu 1949 Praha – 21. dubna 2025) byl český psychiatr, popularizátor vědy a vysokoškolský pedagog. Po sametové revoluci byl prvním svobodně zvoleným děkanem 3. lékařské fakulty Univerzity Karlovy (1990–1997) a v období 1997–2003 pak působil ve funkci proděkana pro reformu studia a zahraniční styky téže fakulty. V letech 1990–2021 byl ředitelem Psychiatrického centra Praha, jež se roku 2015 transformovalo v Národní ústav duševního zdraví se sídlem v Klecanech. V letech 1990–2020 byl přednostou Kliniky psychiatrie a lékařské psychologie 3. lékařské fakulty UK, jejímž byl profesorem.
V letech 2007–2008 působil ve funkci prezidenta Asociace evropských psychiatrů, v období 2008–2009 pak na pozici prezidenta Evropské federace lékařských akademií. Mezi roky 2004 a 2011 byl předsedou České lékařské akademie.

## Profesní kariéra
Po ukončení Gymnázia F. X. Šaldy v Liberci v roce 1968 pokračoval studiem Fakulty všeobecného lékařství Univerzity Karlovy, oboru všeobecné lékařství, které absolvoval v roce 1974 (MUDr.). Již na fakultě pracoval dva roky v biochemickém ústavu u profesora Jana Štěpána, jednoho ze zakladatelů české osteologie. Psychiatrii se původně nechtěl věnovat, ale uvažoval o vnitřním lékařství či farmakologii. Jedním z důvodů, proč si ji vybral za profesní obor, byla plná obsazenost pražských lékařských míst v jiných specializacích.
Od roku 1974 až do současnosti působí s několikaletou přestávkou (1982–1989) ve Výzkumném ústavu psychiatrickém v Bohnicích (od roku 1990 Psychiatrické centrum Praha, od roku 2015 Národní ústav duševního zdraví v Klecanech). Nastoupil jako výzkumný pracovník a psychiatr pod vedením profesora Lubomíra Hanzlíčka. V roce 1977 složil z psychiatrie atestaci I. stupně a stal se odborným asistentem na Lékařské fakultě hygienické UK (od roku 1990 3. LF UK), roku 1981 pak získal atestaci II. stupně. V letech 1990–2021 byl ředitelem Psychiatrického centra Praha, jež se od roku 2015 transformovalo v Národní ústav duševního zdraví v Klecanech, a přednostou Kliniky psychiatrie a lékařské psychologie 3. LF UK v Praze (do r. 2020).
V roce 1982 obhájil kandidátskou práci (CSc.) z oboru psychoneuroendokrinologie na téma Některé endokrinní aspekty lithiové profylaxe (FVL UK, 1981). Roku 1988 ukončil habilitační řízení (docent) a v roce 1991 byl jmenován profesorem psychiatrie Univerzity Karlovy. V roce 1990 získal titul doktor věd (DrSc.) obhajobou dizertační práce Neuroendokrinologie v psychiatrii (FVL UK, 1989).
V letech 1990 až 1997 byl děkanem 3. lékařské fakulty UK a v letech 1997 až 2003 jejím proděkanem. V roce 1993 byl protikandidátem profesora Karla Malého na post rektora Univerzity Karlovy v Praze, který byl zvolen. Působil také jako profesor na Lékařské fakultě Univerzity Pavla Jozefa Šafárika v Košicích (2004–2011) a jako zakládající člen (2001) a viceprezident (2005–2013) Vídeňské školy klinického výzkumu.

## Politika
Nikdy nebyl členem žádné politické strany. V roce 1996 neúspěšně kandidoval na Praze 8 jako nestraník na kandidátce Občanské demokratické aliance ve volbách do nově vzniklého Senátu Parlamentu České republiky.

## Soukromý život
Dědeček Cyril Höschl (též Cyrill Method Höschl, Kristoslav Přímý; 1886–1969) byl nakladatel, knihkupec, editor a autor popularizačních zdravovědných a dietetických příruček (Životní moudrost, 1914; V čem spočívá milování, 1921; Věda o dechu a vědomí duše, 1927); jeho manželka Vilma (roz. Kobrová, 1896–1975), publikovala pod pseudonymem V. H. Přímá vegetariánské kuchařky (Vařím bez masa, 1935), stati o výchově (Dřív než se zamiluješ, 1940) a beletrii pro ženy. Manželem tety Vilmy (sestry otce, 1921–2013) byl Jaroslav Pečený (1918–1983), druhý ředitel Výzkumného ústavu endokrinologického v Praze.
Otec Cyril Höschl (1925–2016) se zabýval mechanikou. V letech 1966–1969 byl děkanem strojní fakulty Vysoké školy strojní a textilní (od roku 1995 Technická univerzita v Liberci). Strýc Radmil Höschl (1931–2011) byl lékař, po emigraci působil s manželkou Evou v Liverpoolu a v Sydney (do roku 1997). Bratr Viktor Höschl (1954–1997) byl geofyzik, zahynul při havárii vrtulníku v Krkonoších při výkonu povolání.
Cyril Höschl se v roce 1976 oženil s akademickou malířkou Jitkou Štenclovou. Mají spolu dvě dcery, Karolinu (Bc., FF UK, Bc. Policejní akademie, PhDr., 2001, masová komunikace na FSV UK) a Kristinu (* 1979, MUDr., 2003 na 3. LF UK) a dva syny, Cyrila (RNDr., PhD., MatFyz UK) a Patrika (Bc., FAMU). V posledních letech života bojoval s nevyléčitelnou multisystémovou atrofií typu P, o které otevřeně hovořil.

## Kontroverze
Státní bezpečnost vedla v letech 1984–1989 na Cyrila Höschla operativní svazek v kategorii kandidát tajné spolupráce (KTS) pod krycím jménem „Vrba“ (registrační číslo 29151). Podle nálezu Ústavního soudu ČSFR nebyla kategorie spisů KTS kategorií vědomé spolupráce ve smyslu tzv. velkého lustračního zákona. Podle některých zdrojů dodal citlivé informace StB na Ivana Havla a básníka Františka Pánka. Sám Havel se však Höschla zastává a necítí se nijak poškozen. Také další odpůrci tehdejšího režimu (např. Vladimír Merta, Karel Kovařík, Zdeněk Bárta) i chartisté (Jiřina Šiklová, Zdeněk Bárta, Zuzana a Eugen Brikcius, Jiří Boreš) Höschlovi vyslovují podporu, eventuálně vděk za riskantní pomoc v době totality, zatímco jiní (Heřman Chromý) jsou kritičtější.

## Členství
V letech 1994 až 1997 byl členem Ediční rady Lidových novin. Byl členem redakční rady časopisu Vesmír (od roku 1994) a šéfredaktorem časopisu Psychiatrie, časopis pro moderní psychiatrii (od roku 1997), členem ediční rady periodik Current Opinion in Psychiatry, Integrative Psychiatry (od roku 1994) a Poradního sboru časopisu Praktický lékař. Byl čestným editorem Neuroendocrinology Letters (od roku 1997) a členem redakční rady International Journal of Psychiatry in Clinical Practice (od roku 1998).

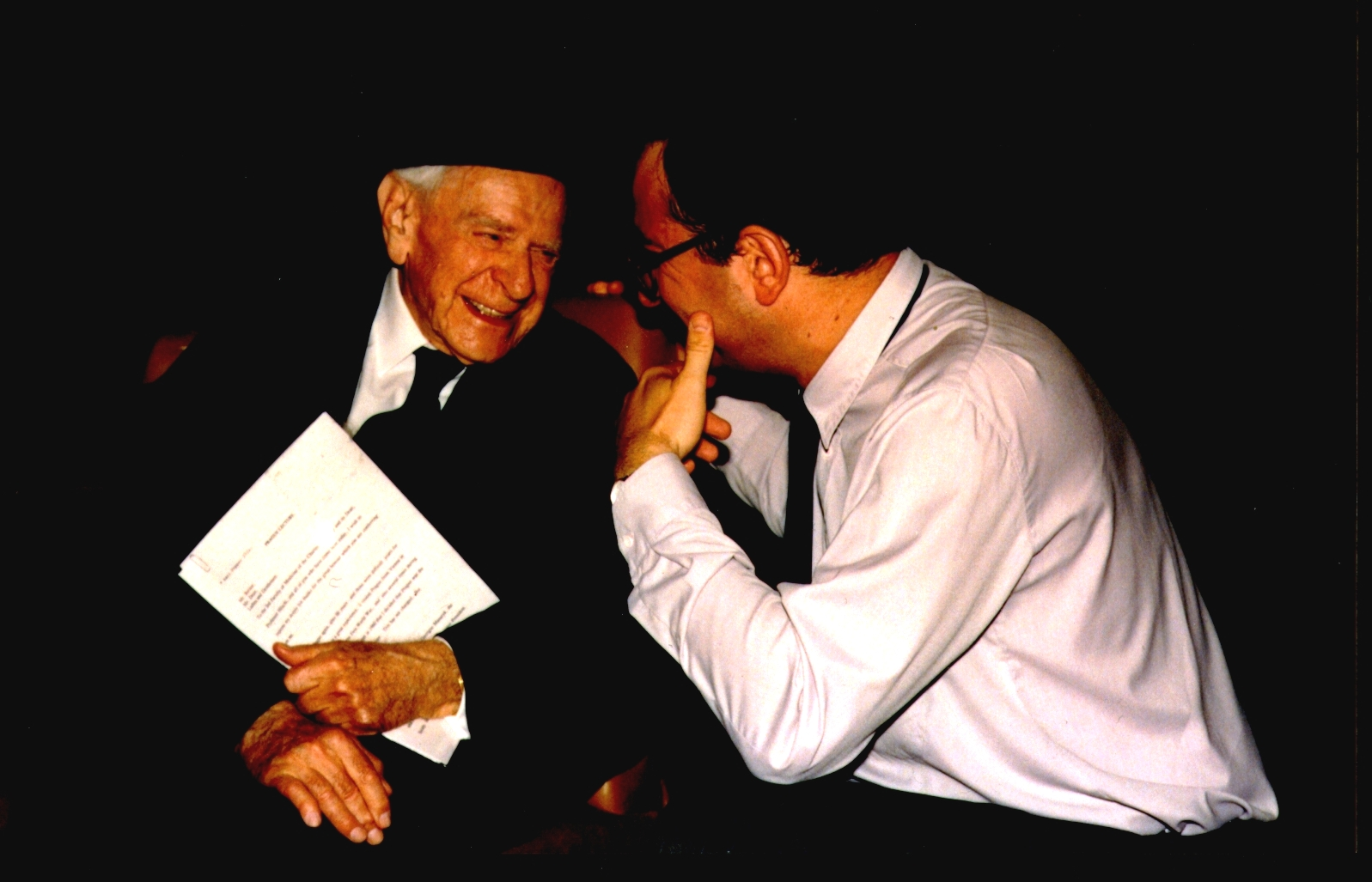
Sir Karl Popper (vlevo), britský filosof s děkanem Cyrilem Höschlem, při převzetí čestného doktorátu Univerzity Karlovy v Praze na návrh Vědecké rady 3. LF UK (1994)

 V letech 1992–1998 byl předsedou Vědecké rady ministerstva zdravotnictví České republiky, 1990–1997 předsedou Vědecké rady 3. lékařské fakulty UK a členem Vědecké rady Univerzity Karlovy, stejně jako Centra teoretických studií UK (dosud).
V období od 1. července 2002 do 15. září 2004 byl členem Rady vlády ČR pro výzkum a vývoj, od roku 2000 byl členem Výkonné rady a 2005–2013 viceprezidentem Vienna School of Clinical Research; od dubna 2003 do 2011 členem Vědecké rady Národní galerie Praha. Od roku 2004 byl členem Vědecké rady Lékařské akademie Rakouska (Österreichische Akademie der Ärzte, do roku 2010).
V letech 2007–2008 působil ve funkci prezidenta Asociace evropských psychiatrů (Dnes Evropská psychiatrická asociace, EPA), v období 2008–2009 pak v pozici prezidenta Evropské federace lékařských akademií (FEAM). Byl zakládajícím členem Učené společnosti ČR a České lékařské akademie, jejímž byl prezidentem v letech 2004–2011. V letech 2008 až 2016 byl členem prezidia Grantové agentury České republiky (GAČR) a v letech 2011–2014 Rady pro výzkum, vývoj a inovace. V roce 2014 se stal členem Rady pro konkurenceschopnost Středočeského kraje.
Byl čestným členem Psychiatrickej spoločnosti Slovenskej lekárskej spoločnosti (2006), Psychiatrické společnosti České lékařské společnosti J. E. Purkyně (2010), Kolegia Paměti národa (2011), Společnosti pro biologickou psychiatrii (2013), České neuropsychofarmakologické společnosti (2017) či Evropské psychiatrické asociace (2017).

## Výběr ocenění
- 1973 – Cena pro nejlepšího studenta, Fakulta všeobecného lékařství Univerzity Karlovy v Praze
- 1984 – Cena Vědecké rady Výzkumného ústavu psychiatrického, Praha, za nejlepší publikaci roku
- 1992 – Stanley Award (Theodore and Vada Stanley Foundation, Research Awards Program, Virginia, USA)
- 1995 – Cena České neuropsychofarmakologické společnosti
- 1996 – MRCPsych (Royal College of Psychiatrists, Velká Británie)
- 1997 – Zlatá medaile Univerzity Karlovy
- 1997 – Zlatá medaile 3. lékařské fakulty Univerzity Karlovy
- 1997 – „Medaile Clarence Blomquista“ Švédské lékařské společnosti
- 1997 – Cena prof. Lubomíra Hanzlíčka Nadačního fondu Paula Janssena za nejlepší práci roku 1996 v oboru psychiatrie
- 2000 – FRCPsych (Royal College of Psychiatrists, Velká Británie) – fellow
- 2003 – Kuffnerova cena Psychiatrické společnosti ČLS JEP pro rok 2002
- 2003 – Cena prof. Lubomíra Hanzlíčka Nadačního fondu Paula Janssena za nejlepší práci roku 2002 v oboru psychiatrie
- 2005 – Kuffnerova cena Psychiatrické společnosti ČLS JEP pro rok 2004
- 2005 – Cena prof. Lubomíra Hanzlíčka Nadačního fondu Paula Janssena za nejlepší práci roku 2004 v oboru psychiatrie
- 2007 – Cena Nadace Universitas
- 2008 – Laureát 7. ročníku soutěže Česká hlava 2008: Cena předsedy Rady pro výzkum a vývoj
- 2009 – American Psychiatric Association (APA) – International Distinguished Fellow
- 2009 – Čestná prezidentská plaketa k životnímu jubileu
- 2009 – „Senior Research Fellow“, Bedfordshire Centre for Mental Health Research ve spolupráci s Cambridgeskou univerzitou
- 2012 – Kraepelin-Alzheimer-Medal (Mnichov, Německo) za vynikající práci v psychiatrickém výzkumu a péči
- 2013 – Award for „EPA Leaders involved in the Historical change in EPA Statutes“ za práci pro Evropskou psychiatrickou asociaci
- 2013 – nominace na cenu Čestné uznání Mensy ČR, cenu nezískal[pozn. 1]
- 2014 – Ocenění studentů 3. lékařské fakulty Univerzity Karlovy za celoživotní přínos výuce medicíny "Syllabova křída"
- 2014 – Pamätná plaketa za „dlhoročnú spoluprácu a mohutné impulzy pre rozvoj nemocnice a za významný prínos pre rozvoj psychiatrie na Slovensku“, udelená pri príležitosti 90. výročia založenia Psychiatrickej nemocnice Philippa Pinela v Pezinku
- 2016 – Řád vavřínu. Ocenění Hospodářské komory České republiky za celoživotní dílo a popularizaci psychiatrie
- 2017 – Čestný člen, Evropská psychiatrická asociace (EPA)
- 2019 – Cena Společnosti pro vědy a umění Praha 2019
- 2019 – Cena hejtmanky Středočeského kraje pro rok 2019 v kategorii Vzdělávání, věda a výzkum
- 2019 – Historická medaile UK za zásluhy o psychiatrii, lékařskou fakultu a univerzitu[14]
- 2021 – Pamětní medaile za zásluhy o vybudování Národního ústavu duševního zdraví[15]
- 2022 – Zlatá pamětní medaile České lékařské společnosti Jana Evangelisty Purkyně
- 2022 – Cena Arnošta Lustiga[16]
- 2024 – Medaile Za zásluhy o vědu, udělená Učenou společností ČR na jejím XXX. valném shromáždění 20. 5. 2024 v Karolinu
- 2024 – Zlatá medaile[17] Akademie múzických umění za realizaci projektu "Umění - cesta do duše"[18], který prostřednictvím uměleckých disciplín pečuje o duševní zdraví společnosti
- 2024 – Cena Neuron za mimořádný přínos vědě[19]

## Publikační činnost
Cyril Höschl publikoval přes dvě stě odborných textů v češtině a angličtině, podílel se jako autor nebo spoluautor na několika desítkách monografií a učebnic. Věnoval se také publicistice a popularizaci vědy. Měl například pravidelnou rubriku v časopise Reflex.

### Výběr – učebnice a skripta
- Höschl, C. In: Janík, Alojz a et al.: Obecná psychiatrie: skripta pro posl. lék. fak. hygienické Univ. Karlovy. Praha: Univerzita Karlova, 1983. S. 55–68, 82–[58], 132–[134].
- Höschl, C. In: Janík, Alojz et al.: Speciální psychiatrie: určeno pro posl. lék. fak. hygienické. Praha: SPN, 1986.
- Höschl, C.: Neuroendokrinologie v psychiatrii. Praha: Avicenum, 1989, 231 s. Thomayerova sbírka, 510.
- Höschl, C.: Klasifikace sexuálních poruch. Praha: Výzkumný ústav psychiatrický, 1989. 85 s.
- Höschl, C.: Pokroky v biologické psychiatrii. In: Pokroky v neurovědách. Praha: Karlova univerzita, 1995, s. 287–305.
- Höschl, C.: Psychiatrie pro praktické lékaře. Jinočany: H & H, 1996, 424 s. ISBN 80-85787-96-2.
- Höschl, C. et al.: Psychiatrie: učebnice pro vyšší zdravotnické školy. Praha: Scientia medica, 1997, 176 s. ISBN 80-85526-64-6.
- Höschl, C.; Holý, Bohuslav a Machalický, Jiří. Eros v evropské grafice v průběhu staletí. Praha: Sdružení českých umělců grafiků Hollar, 1999. 189 s. ISBN 80-902405-1-8.
- Höschl, C.: O lidské psychice a psychiatrii (výbor článků z časopisu Vesmír a Přítomnost). Hradec Králové: Pedagogické centrum Hradec Králové jako studijní texty k postgraduálnímu vzdělávání učitelů Východočeského kraje. 15. 2. 2000. 19 s.
- Höschl, C.; Libiger, Jan a Švestka, Jaromír (editoři a autoři kap.). Psychiatrie. Praha, 2002, Tigis. 895 s., ISBN 80-900130-1-5.
- Höschl, C.; Libiger, Jan a Švestka, Jaromír (editoři a autoři kap.). Psychiatrie. 2., doplněné a opravené vyd. Praha, 2004, Tigis. 883 s. ISBN 80-900130-7-4.
- Seifertová, Dagmar; Praško, Ján a Höschl, C.: Postupy v léčbě psychických poruch: výstup projektu MŠMT … Praha: Academia Medica Pragensis, 2004. 479 s. ISBN 80-86694-06-2.
- Seifertová, Dagmar; Praško, Ján; Horáček, J. a Höschl, C.: Postupy v léčbě psychických poruch: algoritmy České neuropsychofarmakologické společnosti. 2., revidované vyd. Praha: Academia Medica Pragensis, 2008. 35 s., 616 s. ISBN 978-80-86694-07-8 (80-86694-07-0 chybné)
- Höschl, C.; Praško, Ján a Rokyta, Richard (eds.). Emoce v medicíně. Praha: Academia Medica Pragensis, 2011. 200 s. ISBN 978-80-86694-99-3.
- Rokyta, Richard a Höschl, C. (eds.): Bolest a regenerace v medicíně. Praha: Axonite CZ, Česká lékařská akademie, 2015. 288 s. ISBN 978-80-88046-03-5. Axonite review.
- Rokyta, Richard a Höschl, C. (eds.): To nejlepší ze současné české medicíny. Praha: Axonite, Česká lékařská akademie, 2016, 198 s. ISBN 978-80-88046-10-3.
- Horáček, Jiří; Kesner, Ladislav; Höschl, C. a Španiel, Filip (eds): Mozek a jeho člověk + mysl a její nemoc. Praha: Galén, 2016. 382 s. ISBN 978-80-7492-283-1.

### Popularizace
- Úhel pohledu, aneb, Všechno je jinak. Praha: Galén, 2001. 207s. ISBN 80-7262-109-2.
- Odpovědi bez konce, aneb, Sloupky z Reflexu 2002. Praha: Galén, 2003. 144 s. ISBN 80-7262-219-6.
- Stručně a jasně: [sloupky z časopisu Reflex]. Praha: Galén, 2013. 335 s. ISBN 978-80-7492-060-8.
- České kružítko: sloupky z Reflexu. Praha: Galén, 2016. 241 s. ISBN 978-80-7492-272-5.
- Reflexe: sloupky z Reflexu. Praha: Galén, 2019. 235s. ISBN 978-80-7492-451-4.
- Tak o co jde? Jak číst svůj život. Mladá Fronta, 2023, 225 stran. ISBN 978-80-204-6239-8.